# 増田光桜
増田 光桜（ますだ みお、2012年3月8日 - ）は日本の子役。
東京都出身。オスカープロモーション所属。

## 経歴
2019年度前期放送の連続テレビ小説『なつぞら』で広瀬すずの演じる主人公の娘・坂場優役を演じ、2022年公開の映画『流浪の月』では、趣里の演じる佳菜子の娘・安西梨花役を演じ、同映画で広瀬と再共演した。
趣味はお菓子作り、ダンス。特技はバレエ、料理。

## 出演

### テレビドラマ
- さくらの親子丼2（2019年1月5日、東海テレビ） - 高見沢の娘 役
- 連続テレビ小説 なつぞら（2019年8月 - 9月、NHK） - 坂場優 役
- なつぞらSP 秋の大収穫祭（2019年11月、BSプレミアム） - 坂場優 役
- 津田梅子〜お札になった留学生〜（2022年3月5日、テレビ朝日） - 梅の妹 役[2]
- ブラッシュアップライフ 第6話（2023年2月12日、日本テレビ） - 望月舞 役[3][4]
- 大河ドラマ どうする家康 第10回（2023年3月12日、NHK） - おたか 役
- 家政夫のミタゾノ 第6シリーズ 第4話（2023年10月31日、テレビ朝日） - 天宮麗美（幼少期） 役

### 映画
- 流浪の月（2022年） - 安西梨花 役
- さかなのこ（2022年） - モモコ（幼少期）役
- 世界の終わりから（2023年） - ユキ 役[5]

### CM
- メモリード、「喪主の挨拶」篇
- タキヒヨー、「ベビー誕生篇」
- セコム、「子を想う」編（2017年）
- 日東紅茶、「母と娘」編（2018年）
- 公文教育研究会、「未来への翼」篇（2018年）
- NEXCO中日本、「中日本・東名工事意義」（2018年）
- 長谷工グループ、「ブランシエラ」（2020年）
- 日本マクドナルド、ハッピーセット「くまのがっこう」篇（2021年）

### DVD
- 小学館「めばえ」付録DVD

### インターネットドラマ
- フェイス -サイバー犯罪特捜班-（2017年、Amazon Prime Video） - 峰岸美加 役

### WEB
- BRITA「ポット型浄水器　スタイル篇」
- ソニーネットワークコミュニケーションズ スマートホームサービス「MANOMA」
- GU「Spring Sale特集 KIDS」

## モデル

### 雑誌
- 小学館「めばえ」
- 講談社「おともだち」
- 小学館「ポケモンファン」
- フレーベル館「しぜんキンダーブック」
- 学研プラス「らぶキャラ」
- フレーベル館「キンダーブック3」

### パンフレット
- 学校法人三幸学園東京こども専門学校「2018年度版学校案内」

### スチール
- チャイルド本社、カタログ
- イトーヨーカドー、チラシ
- LIXIL
- バンダイ「ヒーリングっど♥プリキュア」
- バンダイ「トロピカル〜ジュ!プリキュア」